# 大江山枩太郎
大江山 枩太郎（おおえやま まつたろう、1880年11月 - 没年不明）は、現在の石川県鳳至郡出身で井筒部屋、千田川部屋(大坂相撲)、草風部屋(京都相撲)に所属した力士。本名は田村 増太郎。175cm、83kg。最高位は西前頭4枚目。

## 経歴
1899年1月に三段目格付出で初土俵を踏んだが、大坂相撲に加入する。その後京都相撲を経て、復帰後の1901年1月十両昇進。1902年5月新入幕、4枚目の地位まで上げたが、1910年6月を以て廃業した。

## 成績
- 幕内5場所12勝11敗23休4分

## 改名
大纒→大江山